# Puerto Cumarebo (paroisse civile)
Pour les articles homonymes, voir Puerto Cumarebo.
Puerto Cumarebo est l'une des cinq paroisses civiles de la municipalité de Zamora dans l'État de Falcón au Venezuela. Sa capitale est Puerto Cumarebo.

## Géographie

### Démographie
Hormis sa capitale Puerto Cumarebo, également chef-lieu de la municipalité, la paroisse civile comporte plusieurs localités dont :
- Bariquis (partagé avec La Soledad)
- La Ensenada
- La Trinidad
- Las Curvas
- Puente de Piedra
- Puerto Cumarebo
- Quebrada de Huto
- Quiragua
- San Pedro
- Tucupido